# 尿酸排泄促進薬
尿酸排泄促進薬（にょうさんはいせつそくしんやく）とは、血中の尿酸濃度低下を目的として投与される薬物の一群のこと。高尿酸血症の治療薬のひとつで、特に痛風の予防薬として用いられる。

## 薬理
尿酸トランスポーター分子として、URAT1は血管内皮などにも発現しているが、腎臓の近位尿細管で多く発現し、尿酸の再吸収を行う。再吸収された尿酸はヒトの血清尿酸値の約80%を占める。尿酸排泄促進薬はURAT1による再吸収を阻害し、血中の尿酸を減少させる。

## 副作用
尿中の尿酸濃度が上昇するため、尿路結石症（尿酸結石）を誘発する可能性がある。

## 薬物の一覧

### 高尿酸血症治療薬
以下は日本の厚生労働省により認可されている治療薬である。
- ベンズブロマロン
- プロベネシド
- スルフィンピラゾン … 日本では販売中止
- ブコローム

### 尿酸排泄促進作用を持つ他の疾患の治療薬
- ロサルタン … 高血圧治療薬
- イルベサルタン …同上
- シルニジピン …同上